# Keşli
Koordinaten: 36° 27′ 41,4″ N, 34° 4′ 30,2″ O

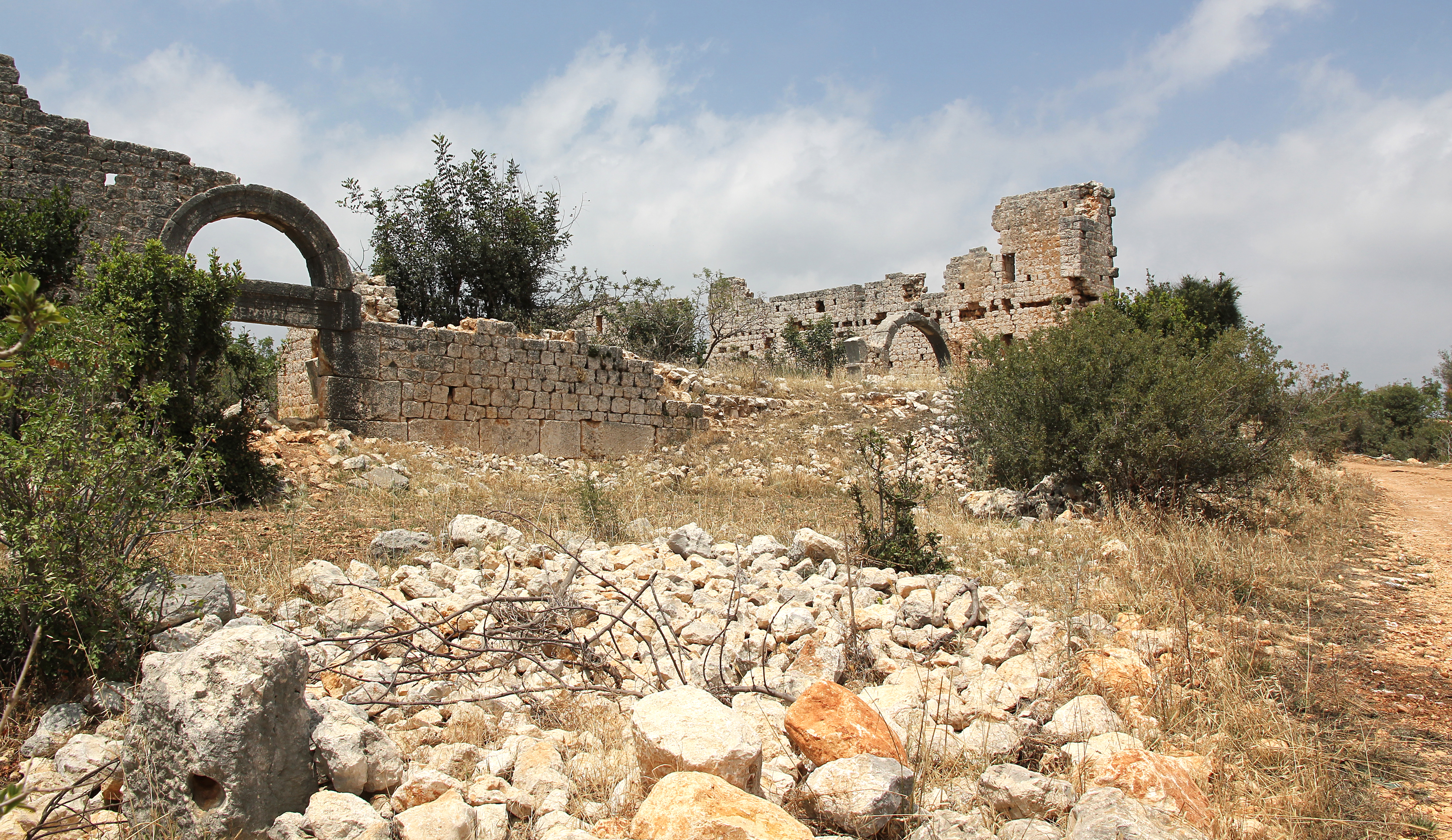
Ostseite des Gebäudes

Keşli, auch Keşlik, ist die türkische Bezeichnung eines Baukomplexes aus spätrömisch-frühbyzantinischer Zeit im Rauen Kilikien in der Südtürkei.

## Lage
Der Ort befindet sich auf dem Gebiet des zu Narlıkuyu gehörenden Weilers Hasanaliler im Landkreis Silifke der türkischen Provinz Mersin. Von dem Küstenort Narlıkuyu führt eine Straße vorbei an den Korykischen Grotten (Cennet ve Cehennem) durch Hasanaliler weiter  ins bergige Hinterland bis nach Uzuncaburç, dem alten Olba und Diokaisareia.
Etwa einen Kilometer westlich des Ortskerns von Hasanaliler mit der frühbyzantinischen Kirche liegt das Gebäude. Von dort ist es über die Straßen Ören Sk. oder Keşlik Sk. zu erreichen.

## Beschreibung
Der Komplex ist etwa nordsüdlich ausgerichtet, annähernd quadratisch und hat ohne die Eckrisalite Maße von 47 × 48 Metern. Die umgebenden Mauern sind allseits geschlossen, an der Ostseite befindet sich etwa mittig der Eingang mit Bogen und Torhalle. Diese Seite verfügt über zwei Eckrisalite. An den Außenmauern entlang sind Reste von mindestens 26 meist rechteckigen Räumen von etwa gleicher Größe erkennbar. Darüber existierte vermutlich ein Obergeschoss. Besonders an der bis zur ursprünglichen Höhe erhaltenen Nordwand sind noch durchgängig Balkenlöcher vorhanden, auf denen die Böden des oberen Stockwerks auflagen. Ebenfalls erkennbar sind die Fenster in beiden Etagen. An der Südseite sind noch Reste von Gurtbögen zu sehen, durch die die Räume geteilt waren. Etwa im Zentrum des Innenhofs befindet sich eine gewölbte Zisterne mit geradem Dach. Etwas nördlich davon stehen Reste der Apsis einer kleinen Kapelle. Westlich außerhalb des Bauwerks sind im Gelände Chamosorien und eine Ölpresse zu sehen.
Der türkische Kunsthistoriker Semavi Eyice, der das Gebäude in den 1980er-Jahren besuchte, deutete Keşli als Kastron. Da jedoch ausgeprägte Bastionen, wie sie für Militäranlagen des 4. bis 6. Jahrhunderts charakteristisch sind, ebenso fehlen wie ein stärker gesichertes Tor, widersprechen Friedrich Hild und Hansgerd Hellenkemper dieser Interpretation. Auch die Lage abseits der großen Fernstraßen spricht nach ihrer Ansicht gegen einen militärischen Charakter der Stätte. Sie halten den Komplex für ein landwirtschaftliches Anwesen, wofür die für römische Villen typische Risalitfassade spricht. Da keine herrschaftlichen Wohnräume zu erkennen sind, schlagen sie einen von einem Verwalter geführten Gutshof vor.

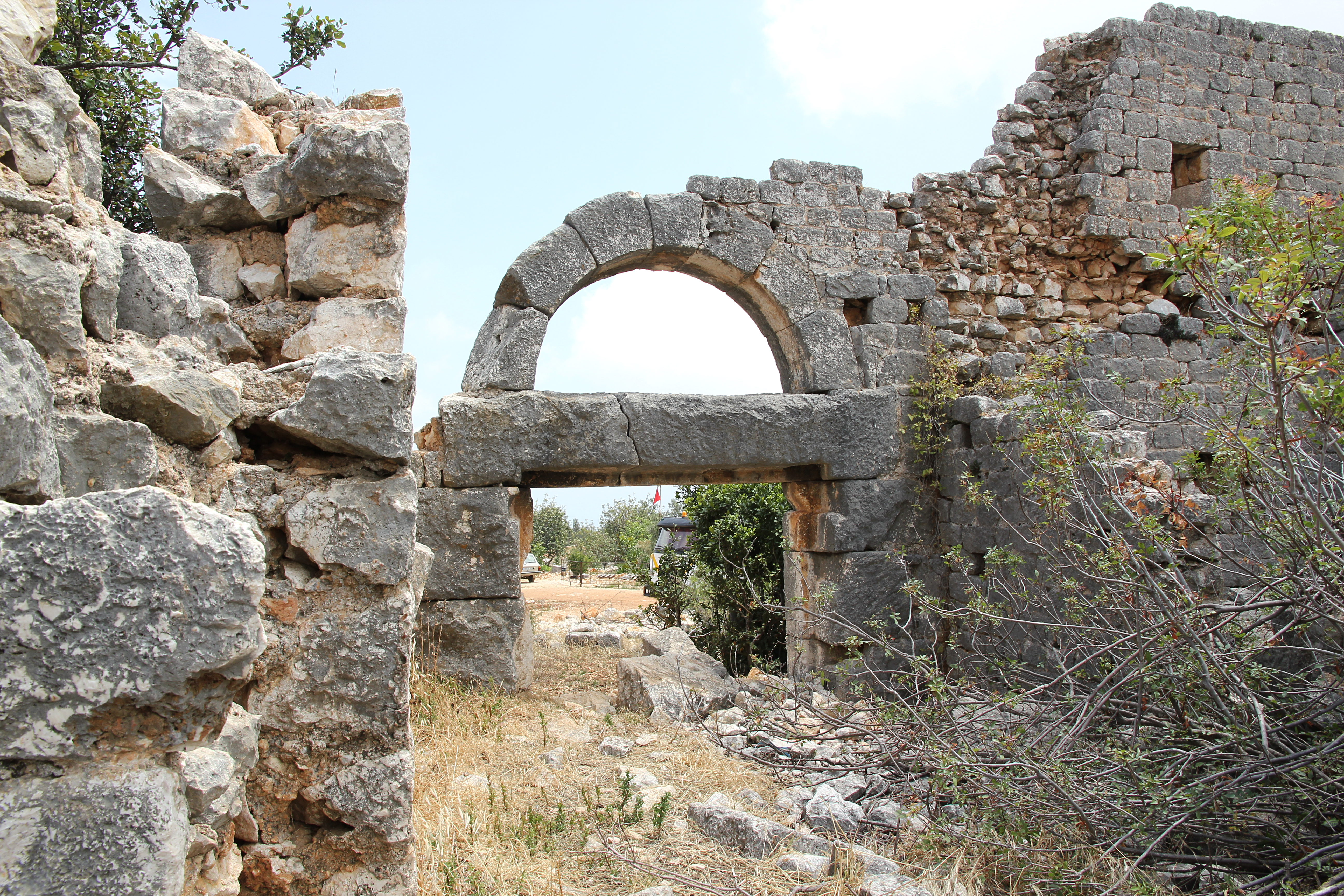
Tor von innen
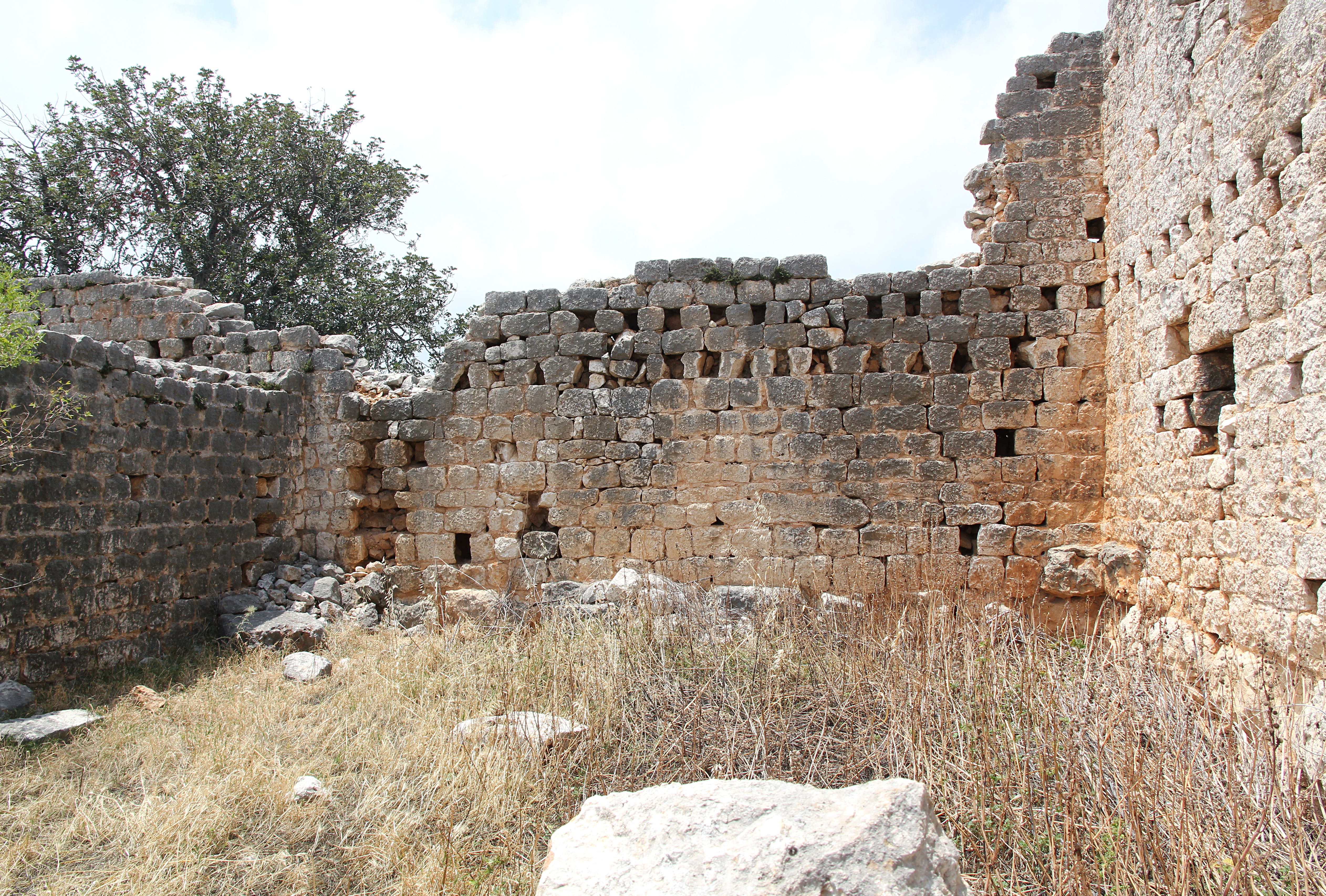
Raum in der Nordwestecke
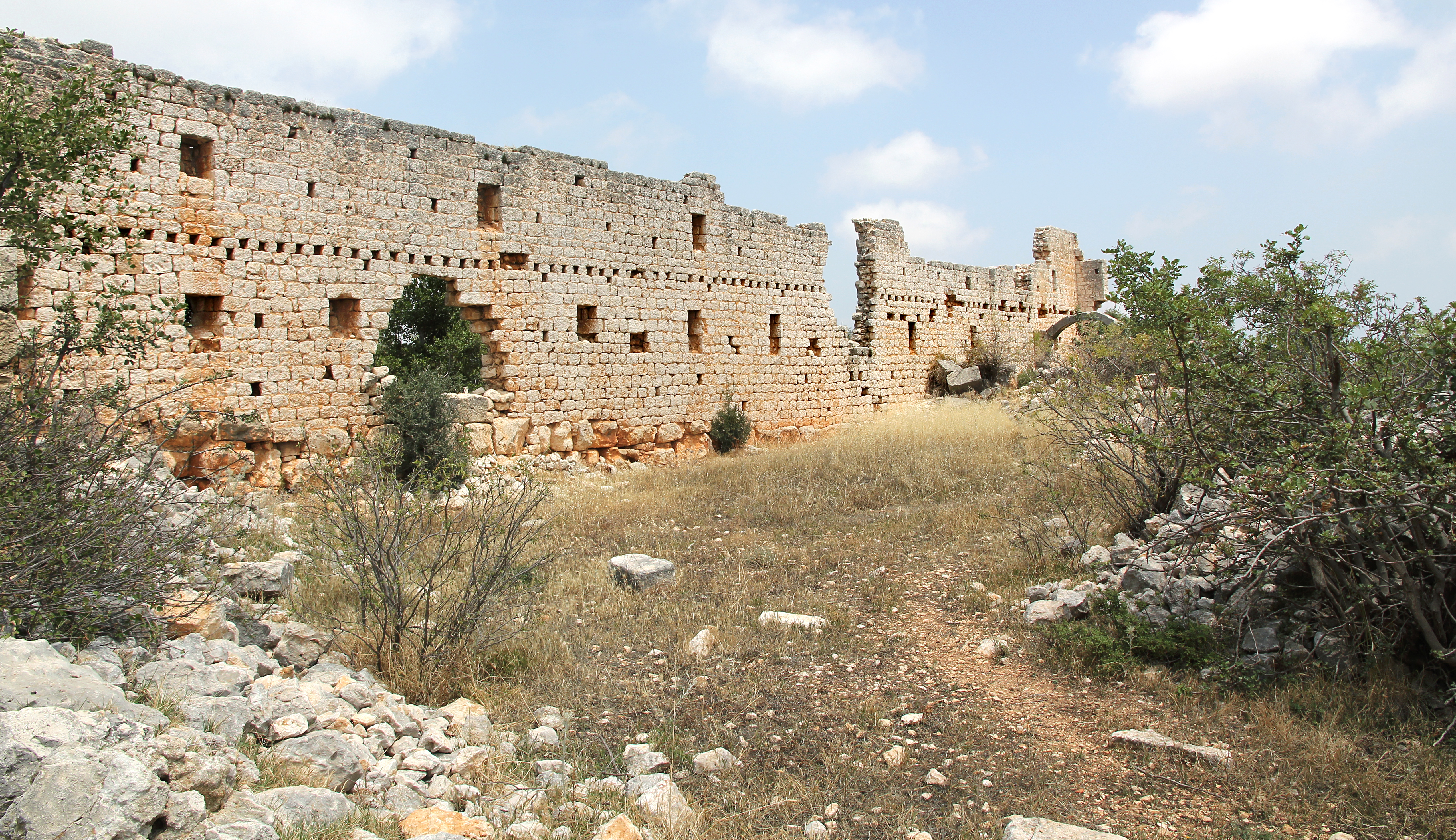
Nordwand mit Balkenlöchern
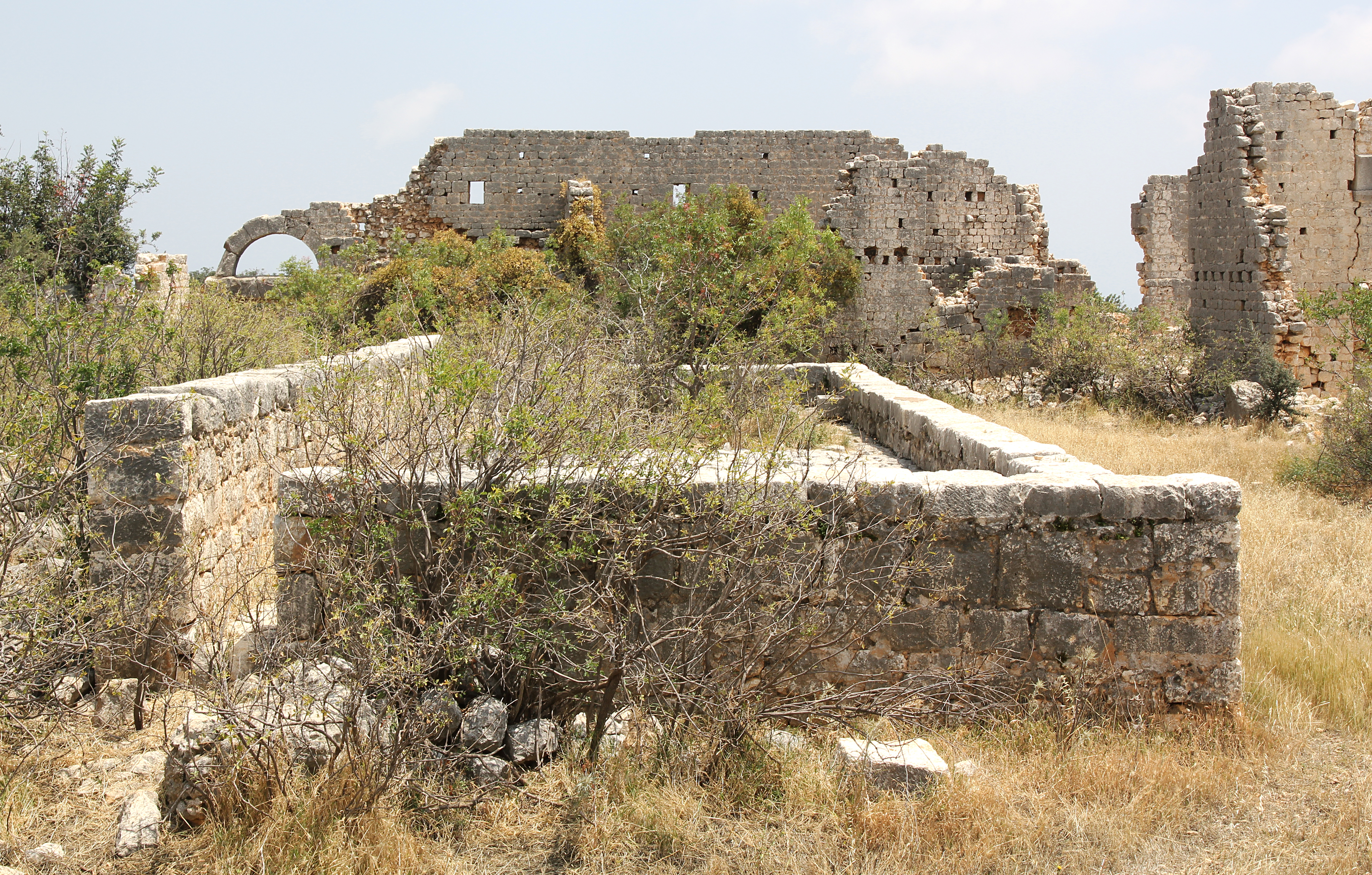
Zisterne

## Anmerkung
1. ↑  Die Maße sind nach Eyice S. 25 angegeben. Hild/Hellenkemper geben als Maß 47 × 58 Meter an, was aber nach der Zeichnung bei Eyice Tafel X ebenso wie nach der Draufsicht bei Google Earth wohl ein Schreibfehler ist.